# Residuos de cultivo

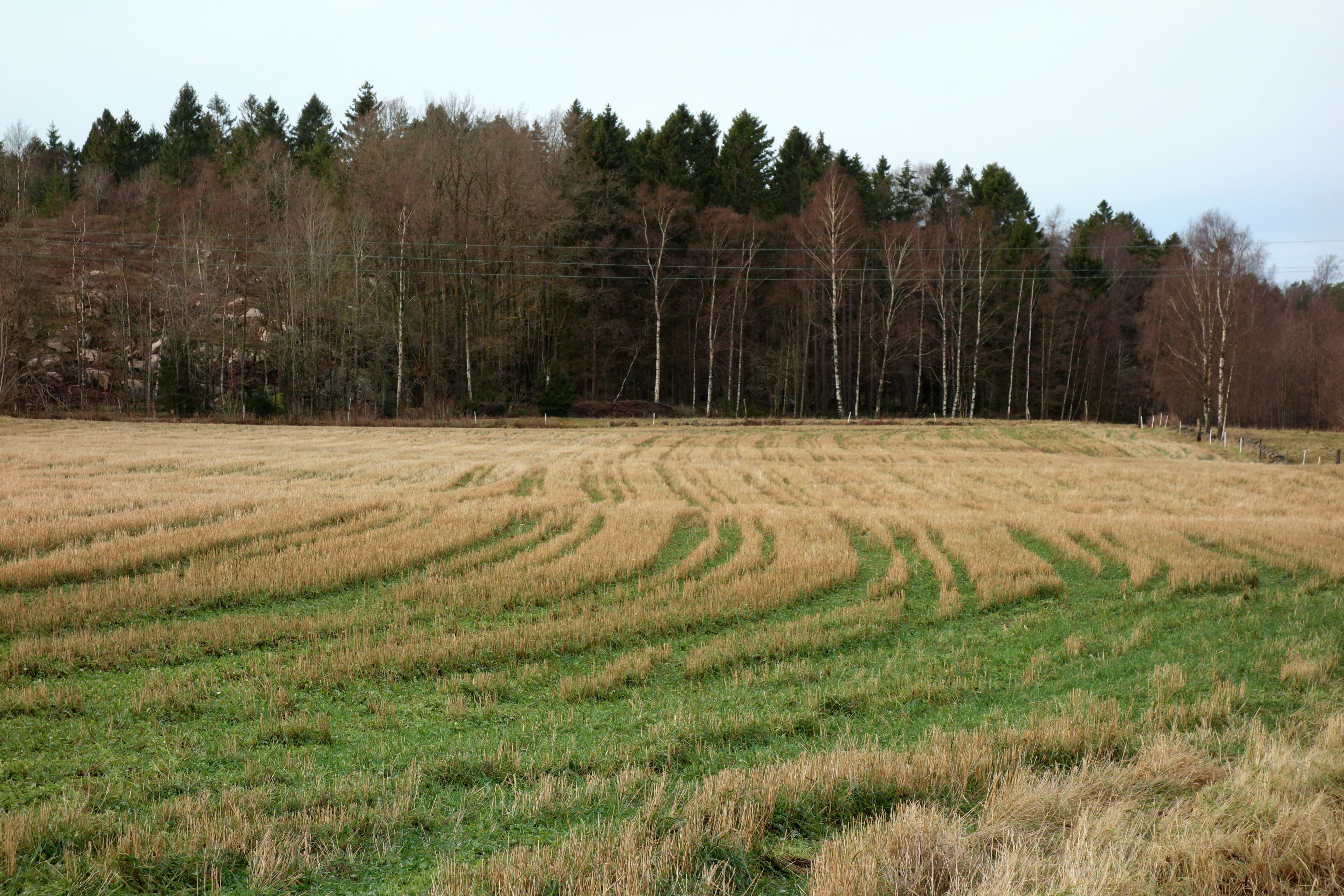
Campo de rastrojo en Brastad, Suecia

Hay dos tipos de residuos de cultivos agrícolas. Los residuos de campo son materiales que quedan en un campo o huerto agrícola después de que se ha cosechado el cultivo. Estos residuos incluyen tallos y rastrojos (tallos), hojas y vainas de semillas. El residuo puede ser arado directamente en el suelo, o quemarse primero. Por el contrario, las prácticas agrícolas de labranza cero, labranza en franjas o labranza reducida se llevan a cabo para maximizar la cobertura de residuos de cultivos. El buen manejo de los residuos de campo puede aumentar la eficiencia del riego y el control de la erosión. Se pueden usar mediciones simples de transectos de línea para estimar la cobertura de residuos. Los residuos del proceso son materiales que quedan después de que el cultivo se procesa en un recurso utilizable. Estos residuos incluyen cáscaras, semillas, bagazo, melaza y raíces. Se pueden usar como forraje animal y enmienda del suelo, fertilizantes y en la fabricación. 

## Valor económico
La mayoría de las discusiones sobre el valor económico de los residuos de cultivos se centran en el costo equivalente de fertilizante de los nutrientes que contiene. Aunque los residuos de los cultivos contienen macro y micronutrientes, solo los valores para los macro nutrientes nitrógeno, fósforo, potasio y azufre son económicamente significativos. 

## Producción de biocombustibles a partir de residuos de cultivos.
Debido al alto contenido de carbohidratos, los residuos de cultivos pueden considerarse como materia prima apropiada para producir biocombustibles. Se han desarrollado algunos algoritmos para estimar la capacidad potencial de producción de biocombustibles a partir de residuos agrícolas. Según los datos experimentales obtenidos de un estudio que utilizó paja de arroz pretratada con etanol organosolv para producir biohidrógeno utilizando Enterobacter aerogenes, la cantidad anual anual de paja de arroz coleccionable (no paja producida total) para la producción de biocombustibles se estimó en aproximadamente 249 millones de toneladas, que podría aproximadamente produce 355.78 kilotonnes de hidrógeno y 11.32 millones de toneladas de lignina por la tecnología organosolv propuesta y se descubrió que China contribuye con aproximadamente el 32% de la capacidad potencial global para producir biohidrógeno a partir de la paja de arroz.

## Mineralización
Los nutrientes en la mayoría de los residuos de cultivos no están disponibles de inmediato para su uso. Su liberación (llamada mineralización) ocurre durante un período de años. Los procesos biológicos involucrados en los ciclos de nutrientes del suelo son complejos. Como guía general, la paja de cereal libera alrededor del 10 al 15 por ciento de sus nutrientes y los residuos de guisantes liberan alrededor del 35 por ciento de sus nutrientes para el próximo año. 
La velocidad de mineralización depende del contenido de nitrógeno y lignina (fibra), la humedad del suelo, la temperatura y el grado de mezcla con el suelo. El N se libera con bastante rapidez de los residuos cuando el contenido es superior al 1,5 por ciento (como en los residuos de guisantes). Por el contrario, por debajo del 1,2 por ciento (como el residuo de cereal), los microbios fijan (llamado inmovilización) el N disponible en el suelo a medida que descomponen el residuo. 
Por lo tanto, los residuos de guisantes tendrían beneficios a corto y largo plazo para la fertilidad del suelo, mientras que la paja de cereales reduciría el suministro de nutrientes disponibles para el suelo el próximo año. Con el tiempo, los nutrientes fijados por los microbios del suelo y el humus se liberan y están disponibles para los cultivos. Los nutrientes de los residuos no son completamente recuperados por los cultivos. Al igual que los nutrientes fertilizantes, los nutrientes liberados por los residuos del cultivo en el suelo son susceptibles a pérdidas como la lixiviación (N y S), la desnitrificación (N), la inmovilización (N, P, K y S) y la fijación (P y K).[cita requerida]

## Eficiencia de la absorción de nutrientes
En general, se considera que la eficiencia de la absorción de nutrientes por parte de los cultivos de los fertilizantes o la liberación de residuos es similar. Por ejemplo, alrededor del 50 por ciento de recuperación de N en la planta aérea en el primer año. Hay un beneficio residual de los fertilizantes ya que los cultivos absorben una pequeña cantidad de nutrientes dos y tres años después. La colocación de fertilizantes puede afectar significativamente la eficiencia de la absorción del cultivo. El impacto de la colocación de residuos (enterrado por la labranza o dejado en la superficie en labranza cero) en el ciclo de nutrientes y la eficiencia está en estudio.    
Por lo tanto, la práctica de calcular el valor equivalente de fertilizante de los nutrientes en los residuos del cultivo es una guía razonable para estimar el valor parcial de los residuos del cultivo.[cita requerida]